# Белая (приток Кеми, впадающей в Белое море)
Белая — река в России, протекает по территории Юшкозерского сельского поселения Калевальского района и Кривопорожского сельского поселения Кемского района Республики Карелии. Длина реки — 24 км.
Река берёт начало из болота без названия и далее течёт преимущественно в юго-восточном направлении по заболоченной местности.
Река в общей сложности имеет 15 малых притоков суммарной длиной 20 км.
Втекает по левому берегу в реку Кемь.
Населённые пункты на реке отсутствуют.
Код объекта в государственном водном реестре — 02020001012102000004559.